# Stílus
A stílus görög eredetű szó, amely a latin nyelven keresztül terjedt el világszerte. Eredetileg egy betűvetésre használt eszköz volt. Manapság mindennemű közlés kifejezésmódját is értjük rajta.

## Jelentései
Előfordul a szó tágabb értelmében is, amikor bármely művészeti ágba tartozó műalkotás művészi formanyelvéről beszélünk. Lehet átfogó jelentésű, mint korstílus és lehet szűkebb értelmezése az egyéni kifejezésmód kapcsán (viselkedésmód, cselekvésmód).
A stílust befolyásolja az közlő egyénisége, lelki állapota, az közlő és a hallgató viszonya. A közlésfolyamat minden tényezője hatással van a stílusra, háromnak azonban kiemelkedő a szerepe: a valóságnak, a közlőnek és a hallgatónak. A közlést folytatónak oly módon kell megfogalmaznia mondanivalóját, hogy a szándéka hatást tegyen a befogadóra. Ennek legfőbb feltétele a közlő és a befogadó feltételezett egyező intelligenciaszintje.
A nyelv és a stílus kapcsolatát az a körülmény is jelzi, hogy a szótárban igaz több jelentése is van a szavak egy részének, de a szövegbe helyezve már csak egy jelentésük érvényesül. Minden nyelvi elemnek van tehát egy, a szavak fogalmi jelentéséből adódó elsődleges jelentése (denotatív). Erre épülhet a kialakuló másodlagos érzelmi-hangulati-gondolati többletjelentés. Ez a stílusban végbemenő jelentésgazdagító folyamat (konnotáció). A másodlagos jelentés mindig hozzáadódik az elsődlegeshez. A stílus kifejezőerején, expresszivitásán azt is értjük, hogy mennyire közvetíti az érzelmeket, hangulatokat, a képzelet és a gondolatok mozgását. 
A stílus valamilyen módon mindig kifejezi a beszélő személyes kapcsolatát a témával, tartalommal.

## Művészet
- Magyar népművészet
- Fekete-Afrika művészete
- Buddhista művészet
- Az iszlám művészete

## Építészeti stílusok

### Európa
- Romanika
- Gótika
- Reneszánsz
- Barokk
- Rokokó
- Klasszicizmus
- Neostílusok
- Bauhaus
- Nemzetközi

### Magyarország
- Magyarország építészete
- Magyar népi építészet

## Zenei stílusok
- Egyházi zene
- klasszikus zene
- Opera
- Népzene
- Népdal
- Magyar nóta

## Festészeti stílusok

#### Európa festészete
- Barlangrajz
- Grafika
- Freskó
- Olajfestészet
- Akvarell
- Pasztell